# 銅山 (亞利桑那州)
銅山（英語：Copper Hill）是位於美國亞利桑那州希拉縣的一個人口普查指定地區。根據2010年美國人口普查，該地人口為108人，而該地的面積約為19.04平方千米。

## 地理
銅山的座標為33°25′49″N 110°45′52″W / 33.43028°N 110.76444°W，而該地最高點為海拔高度1258米（即4127英尺）。